# Grive des Salomon
Zoothera margaretae
Espèce
Statut de conservation UICN

 NT  : Quasi menacé
La Grive des Salomon (Zoothera margaretae) est une espèce de passereau de la famille des Turdidae.

## Répartition et habitat
Cette espèce est endémique de l'île San Cristobal (ou Makira) dans les îles Salomon. Elle vit dans les forêts entre 400 et 700 m d'altitude.